# (865) Зубаида
(865) Зубаида (лат. Zubaida) — астероид главного пояса, открытый 15 февраля 1917 года немецким астрономом Максом Вольфом в обсерватории Гейдельберг.
Назван в честь персонажа оперы «Абу Хассан», написанной немецким композитором Карлом Марией Фридрихом Эрнстом фон Вебером (1786—1826).